# Víctor Bernárdez
Víctor Salvador Bernárdez Blanco (La Ceiba, 1984. május 24. –) hondurasi válogatott labdarúgó, jelenleg a San Jose Earthquakes játékosa. Posztját tekintve belsővédő.

## Sikerei, díjai
CD Motagua
- Hondurasi bajnok (1): 2006–07 Apertura

Anderlecht
- Belga bajnok (1): 2009–10

## Külső hivatkozások
- Víctor Bernárdez a national-football-teams.com honlapján